# María Angélica Andreoli Bravo
María Angélica Andreoli Bravo (Santiago, Chile, 10 de enero de 1947 - detenida desaparecida, agosto de 1974) era una nutricionista militante del MIR que fue detenida por agentes de la DINA 6 de agosto de 1974. Su nombre forma parte de la Operación Colombo. Tenía 27 años a la fecha de la detención, es una de las mujeres detenidas desaparecidas de la dictadura militar en Chile.

## Una nutricionista detenida por la DINA
María Angélica nació el 10 de enero de 1947, en Santiago, hija de Olga Cristina Bravo Pérez y de Joaquín Alfonso Andreoli Rubio. Estudió en el Liceo No. 9 de Santiago y posteriormente ingresó a estudiar Nutrición y Dietética, en la Universidad de Chile, sede Talca. Fue detenida en su casa de calle Bilbao, el 6 de agosto de 1974. Trabajaba en el equipo de apoyo a la Comisión Política del MIR. Fue entregada por una delatora, Marcia Merino que junto a agentes de la DINA, los que viajaban en una camioneta Chevrolet amarilla, la detuvieron. Fue llevada al recinto de Londres 38, en ese recinto acompañó a otras ex-presas políticas. Erika Hennings declaró: “Mientras estuve detenida en Londres 38, pude ver y escuchar a María Angélica contestar preguntas que le hacían los vigilantes, como si tenía compañero o no, donde trabajaba, etc. Como éramos pocas mujeres allí, pude identificar su voz. Permanecí allí hasta el 27 de agosto de 1974, ese día nos agruparon de a varios y se nos trasladó hasta el Campamento Cuatro Álamos. María Angélica no estaba en ese grupo y no la vi más”.

## Operación Colombo
Meses después de la desaparición de María Angélica Andreoli, su nombre fue incluido en la nómina que publicó el diario brasileño "O'DIA" y la revista argentina “VEA”, que reprodujeron medios nacionales el 25 de julio de 1974, dando cuenta de supuestos enfrentamientos y en los cuales habrían muerto 119 chilenos. Ambas publicaciones fueron un montaje, los nombres que componían esta lista, corresponden todos a personas que fueron detenidas por la dictadura y que continúan desaparecidas. María Angélica Andreoli fue parte del listado de 119 chilenos que son parte del montaje comunicacional denominado Operación Colombo.

## Proceso judicial en dictadura
Se han interpusieron dos recurso de amparo ante la Corte de Apelaciones de Santiago: el primero con el rol 940 del 16 de agosto de 1974 y, el segundo, el 6 de diciembre del mismo año con el rol 1.529. Ambos fueron rechazados.

## Informe Rettig
Familiares de María Angélica Andreoli presentaron su caso ante la Comisión Rettig, Comisión de Verdad que tuvo la misión de calificar casos de detenidos desaparecidos y ejecutados durante la dictadura. Sobre el caso de María Angélica Andreoli, el Informe Rettig señaló que:

“El 6 de agosto de 1974 agentes de la DINA detuvieron en su domicilio de la comuna de Las Condes a la militante del MIR María Angélica ANDREOLI BRAVO. El mismo grupo de agentes detuvo ese mismo día, también en su domicilio, a la militante del MIR Muriel DOCKENDORFF NAVARRETE.
Ambas mujeres desaparecieron en poder de la DINA, siendo vistas por numerosos testigos en el recinto de Londres N° 38. Muriel Dockendorff fue trasladada posteriormente a Cuatro Alamos, desde donde desapareció.
La Comisión está convencida de que la desaparición de ambas fue obra de agentes del Estado, quienes violaron así sus derechos humanos”.

## Proceso judicial en democracia
En la causa general denominada "Operación Colombo", el ministro de la Corte de Apelaciones de Santiago, Hernán Crisosto Greisse, investigó el episodio caratulado como: María Angélica Andreoli Bravo. El 13 de abril de 2015 el ministro dictó sentencia en primera instancia condenando a 78 exagentes de la DINA, por su responsabilidad en el delito secuestro calificado de la militante del MIR.
En el fallo, el ministro Hernán Crisosto condenó a penas de 13 años de prisión, en calidad de autores a: Manuel Contreras Sepúlveda (Director de la DINA), César Manríquez Bravo, Pedro Espinoza Bravo, Marcelo Moren Brito, Miguel Krassnoff Martchenko y Raúl Iturriaga Neumann.
En tanto, deberán cumplir 10 años de prisión, también en calidad de autores, los exagentes: Gerardo Ernesto Urrich González, Gerardo Ernesto Godoy García, Ricardo Víctor Lawrence Mires, Ciro Ernesto Torré Sáez, Sergio Hernán Castillo González, Manuel Andrés Carevic Cubillos, José Nelson Fuentealba Saldías, Basclay Humberto Zapata Reyes, José Enrique Fuentes Torres, José Mario Friz Esparza, Julio José Hoyos Zegarra, Nelson Alberto Paz Bustamante, Claudio Orlando Orellana de la Pinta, Enrique Tránsito Gutiérrez Rubilar, Gustavo Galvarino Carumán Soto, Hiro Álvarez Vega, José Alfonso Ojeda Obando, Luis Salvador Villarroel Gutiérrez, Olegario Enrique González Moreno, Orlando Jesús Torrejón Gatica, Rudeslindo Urrutia Jorquera, Alfredo Orlando Moya Tejeda, Carlos Alfonso Sáez Sanhueza, Fernando Enrique Guerra Guajardo, Hugo Rubén Delgado Carrasco, Juan Alfredo Villanueva Alvear, Juan Evaristo Duarte Gallegos, Lautaro Eugenio Díaz Espinoza, Leónidas Emiliano Méndez Moreno, Pedro Ariel Araneda Araneda, Rafael de Jesús Riveros Frost, Víctor Manuel Molina Astete, Manuel Rivas Díaz, Juan Ángel Urbina Cáceres, Risiere del Prado Altez España, Raúl Juan Rodríguez Ponte, Hermon Helec Alfaro Mundaca y Osvaldo Pulgar Gallardo.
Asimismo, en calidad de cómplices, el ministro Crisosto condenó a 4 años de prisión efectivo a: Luis Eduardo Mora Cerda, José Jaime Mora Diocares, Camilo Torres Negrier, Carlos Justo Bermúdez Méndez, Claudio Enrique Pacheco Fernández, Fernando Adrián Roa Montaña, Gerardo Meza Acuña, Héctor Raúl Valdebenito Araya, Jaime Humberto Paris Ramos, Jorge Laureano Sagardia Monje, José Dorohi Hormazábal Rodríguez, José Manuel Sarmiento Sotelo, José Stalin Muñoz Leal, Juvenal Alfonso Piña Garrido, Luis René Torres Méndez, Manuel Antonio Montre Méndez, Máximo Ramón Aliaga Soto, Moisés Paulino Campos Figueroa, Nelson Aquiles Ortiz Vignolo, Nelson Eduardo Iturriaga Cortés, Pedro Segundo Bitterlich Jaramillo, Reinaldo Alfonso Concha Orellana, Sergio Hernán Castro Andrade, Víctor Manuel de la Cruz San Martín Jiménez, Gustavo Humberto Apablaza Meneses, Héctor Carlos Díaz Cabezas, Jorge Antonio Lepileo Barrios, Óscar Belarmino la Flor Flores, Rufino Espinoza Espinoza, Héctor Manuel Lira Aravena, Sergio Iván Díaz Lara, Víctor Manuel Álvarez Droguett, Carlos López Inostroza y Roberto Hernán Rodríguez Manquel.
En la etapa indagatoria de esta causa, el magistrado dio por establecido los siguientes hechos:"Que en horas de la tarde del día 06 de agosto de 1974, María Angélica Andreoli Bravo, militante del Movimiento de Izquierda Revolucionaria (MIR), fue detenida en su domicilio por agentes pertenecientes a la Dirección Nacional de Inteligencia (DINA), quienes la introdujeron en la parte posterior de una camioneta y la trasladaron al recinto de reclusión clandestino denominado "Yucatán" o "Londres 38", ubicado en dicha dirección en la ciudad de Santiago, que era custodiado por guardias armados y al cual sólo tenían acceso los agentes de la DINA.
Que la ofendida Andreoli Bravo durante su estada en el cuartel Londres 38 permaneció sin contacto con el exterior, vendada y amarrada, siendo continuamente sometida a interrogatorios bajo tortura por agentes de la Dina”.
"los hechos anteriormente descritos son constitutivos del delito de secuestro calificado en la persona de MARÍA ANGÉLICA ANDREOLI BRAVO, previsto y sancionado en el artículo 141 inciso 3.º del Código Penal".
La Corte de Apelaciones de Santiago condenó el 26 de diciembre de 2017 a cuatro exmiembros de la Dirección de Inteligencia Nacional (DINA) por el secuestro calificado de María Angélica Andreoli Bravo. Por lo que en la segunda instancia la Corte absolvió a la mayoría de los agentes condenados en primera instancia. En fallo unánime la Sexta Sala del tribunal de alzada condenó a los agentes Pedro Octavio Espinoza Bravo, Miguel Krassnoff Martchenko y Raúl Eduardo Iturriaga Neumann a penas de 13 años de prisión, en calidad de autores del delito. En tanto, César Manríquez Bravo deberá purgar 10 años de prisión como autor.
Por lo que fueron absueltos los exagentes de la DINA: Gerardo Ernesto Urrich González, Gerardo Ernesto Godoy García, Ricardo Víctor Lawrence Mires, Ciro Ernesto Torré Sáez, Sergio Hernán Castillo González, Manuel Andrés Carevic Cubillos, José Nelson Fuentealba Saldías, José Enrique Fuentes Torres, José Mario Friz Esparza, Julio José Hoyos Zegarra, Nelson Alberto Paz Bustamante, Claudio Orlando Orellana de la Pinta, Enrique Tránsito Gutiérrez Rubilar, Gustavo Galvarino Carumán Soto, Hiro Álvarez Vega, José Alfonso Ojeda Obando, Luis Salvador Villarroel Gutiérrez, Olegario Enrique González Moreno, Orlando Jesús Torrejón Gatica, Rudeslindo Urrutia Jorquera, Alfredo Orlando Moya Tejeda, Carlos Alfonso Sáez Sanhueza, Fernando Enrique Guerra Guajardo, Hugo Rubén Delgado Carrasco, Juan Alfredo Villanueva Alvear, Juan Evaristo Duarte Gallegos, Lautaro Eugenio Díaz Espinoza, Leónidas Emiliano Méndez Moreno, Pedro Ariel Araneda Araneda, Rafael de Jesús Riveros Frost, Víctor Manuel Molina Astete, Manuel Rivas Díaz, Juan Ángel Urbina Cáceres, Risiere del Prado Altez España, Raúl Juan Rodríguez Ponte, Hermon Helec Alfaro Mundaca, Osvaldo Pulgar Gallardo, Luis Eduardo Mora Cerda, José Jaime Mora Diocares, Camilo Torres Negrier, Carlos Justo Bermúdez Méndez, Claudio Enrique Pacheco Fernández, Fernando Adrián Roa Montaña, Gerardo Meza Acuña, Héctor Raúl Valdebenito Araya, Jaime Humberto Paris Ramos, Jorge Laureano Sagardia Monje, José Dorohi Hormazábal Rodríguez, José Manuel Sarmiento Sotelo, José Stalin Muñoz Leal, Juvenal Alfonso Piña Garrido, Luis René Torres Méndez, Manuel Antonio Montre Méndez, Máximo Ramón Aliaga Soto, Moisés Paulino Campos Figueroa, Nelson Aquiles Ortiz Vignolo, Nelson Eduardo Iturriaga Cortés, Pedro Segundo Bitterlich Jaramillo, Reinaldo Alfonso Concha Orellana, Sergio Hernán Castro Andrade, Víctor Manuel de la Cruz San Martín Jiménez, Gustavo Humberto Apablaza Meneses, Héctor Carlos Díaz Cabezas, Jorge Antonio Lepileo Barrios, Óscar Belarmino la Flor Flores, Rufino Espinoza Espinoza, Héctor Manuel Lira Aravena, Sergio Iván Díaz Lara, Víctor Manuel Álvarez Droguett, Carlos López Inostroza y Roberto Hernán Rodríguez Manquel.
En sentencia definitiva el 24 de diciembre de 2019 la Corte Suprema condenó a siete exagentes de la Dirección de Inteligencia Nacional (DINA) por su responsabilidad en el delito de secuestro calificado de María Angélica Andreoli Bravo. En fallo unánime (causa rol 2.661-2018), la Sala Penal del máximo tribunal –integrada por los ministros Lamberto Cisternas, Manuel Antonio Valderrama, Jorge Dahm y los abogados integrantes Jorge Lagos y María Cristina Gajardo– confirmó la sentencia que condenó a los exagentes Pedro Espinoza Bravo, Miguel Krassnoff Martchenko y Raúl Iturriaga Neumann a 13 años de prisión; en tanto, César Manríquez Bravo, Nelson Alberto Paz Bustamante, José Enrique Fuentes Torres y Osvaldo Pulgar Gallard deberán purgar 10 años de prisión, como autores del delito.